# Prosapia latens
Prosapia latens är en insektsart som beskrevs av Ronald Gordon Fennah 1953. Prosapia latens ingår i släktet Prosapia och familjen spottstritar. Inga underarter finns listade i Catalogue of Life.